# Circondario di Avellino
Il circondario di Avellino era uno dei circondari in cui era suddivisa l'omonima provincia.

## Storia
Con l'Unità d'Italia (1861) la suddivisione in province e circondari stabilita dal Decreto Rattazzi fu estesa all'intera Penisola.
Il circondario di Avellino fu abolito, come tutti i circondari italiani, nel 1927, nell'ambito della riorganizzazione della struttura statale voluta dal regime fascista. Tutti i comuni che lo componevano rimasero in provincia di Avellino.

## Suddivisione
Nel 1863, la composizione del circondario era la seguente:
1. Mandamento I di Altavilla Irpina
  - Altavilla Irpina, Grottolella, Roccabascerana
2. Mandamento II di Atripalda
  - Aiello del Sabato, Atripalda, Cesinali, Montefredane, Santo Stefano del Sole, Tavernola San Felice
3. Mandamento III di Avellino
  - Avellino, Bellizzi
4. Mandamento IV di Baiano
  - Avella, Baiano, Mugnano del Cardinale, Quadrelle, Sirignano, Sperone
5. Mandamento V di Cervinara
  - Cervinara, Rotondi, San Martino Valle Caudina
6. Mandamento VI di Chiusano di San Domenico
  - Candida, Chiusano di San Domenico, Lapio, Manocalzati, Parolise, San Barbato, San Potito Ultra
7. Mandamento VII di Lauro
  - Domicella, Lauro, Marzano di Nola, Migliano, Moschiano, Pago del Vallo di Lauro, Quindici, Taurano
8. Mandamento VIII di Mercogliano
  - Capriglia, Mercogliano, Ospedaletto d'Alpinolo, Pietrastornina, Sant'Angelo a Scala, Summonte
9. Mandamento IX di Monteforte Irpino
  - Contrada, Forino, Monteforte Irpino
10. Mandamento X di Montefusco
  - Chianche, Chianchetelle, Montefusco, Petruro, Pietra de' Fusi, Prata di Principato Ultra, San Pietro Indelicato, Santa Paolina, Torrioni, Tufo
11. Mandamento XI di Montemiletto
  - Montefalcione, Montemiletto, Pratola Serra, Torre Le Nocelle
12. Mandamento XII di Montoro
  - Montoro Inferiore, Montoro Superiore
13. Mandamento XIII di Serino
  - San Michele di Serino, Santa Lucia di Serino, Serino
14. Mandamento XIV di Solofra
  - Sant'Agata di Sotto, Solofra
15. Mandamento XV di Volturara Irpina
  - Salza Irpina, Sorbo di Serpico, Volturara Irpina